# Batallón Kagnew
Se conoce como Batallón Kagnew a una serie de 3 batallones etíopes que fueron enviados a la guerra de Corea como parte de la coalición de ayuda a Corea del Sur.

## Causas
La política de apaciguamiento de las Naciones Unidas habían supuesto la condena de Etiopía al dominio italiano, por lo que el emperador Haile Selassie tomó una decisión férrea cuando se enteró de la crisis de Corea a comienzos de los años 50. 
La decisión de Haile Selassie fue la de enviar una participación etíope muy alta a la coalición que se estaba preparando para ayudar a Corea del Sur de la invasión del Norte. La participación etíope era mucho más alta de lo que su peso político en el mundo era en aquel momento, pero esta decisión tenía un porqué, y era que Selassie quería demostrar a las Naciones Unidas que sus críticas eran sinceras, y que ellos no querían ver ese acto otra vez.

## El Batallón

### Nombre
El nombre del batallón Kagnew, viene del nombre del caballo de batalla del Ras Makonnen, el padre del emperador Haile Selassie.

### Preparación del Batallón
El batallón estaba formado enteramente por efectivos de la 1ª División de la Guardia Imperial. 

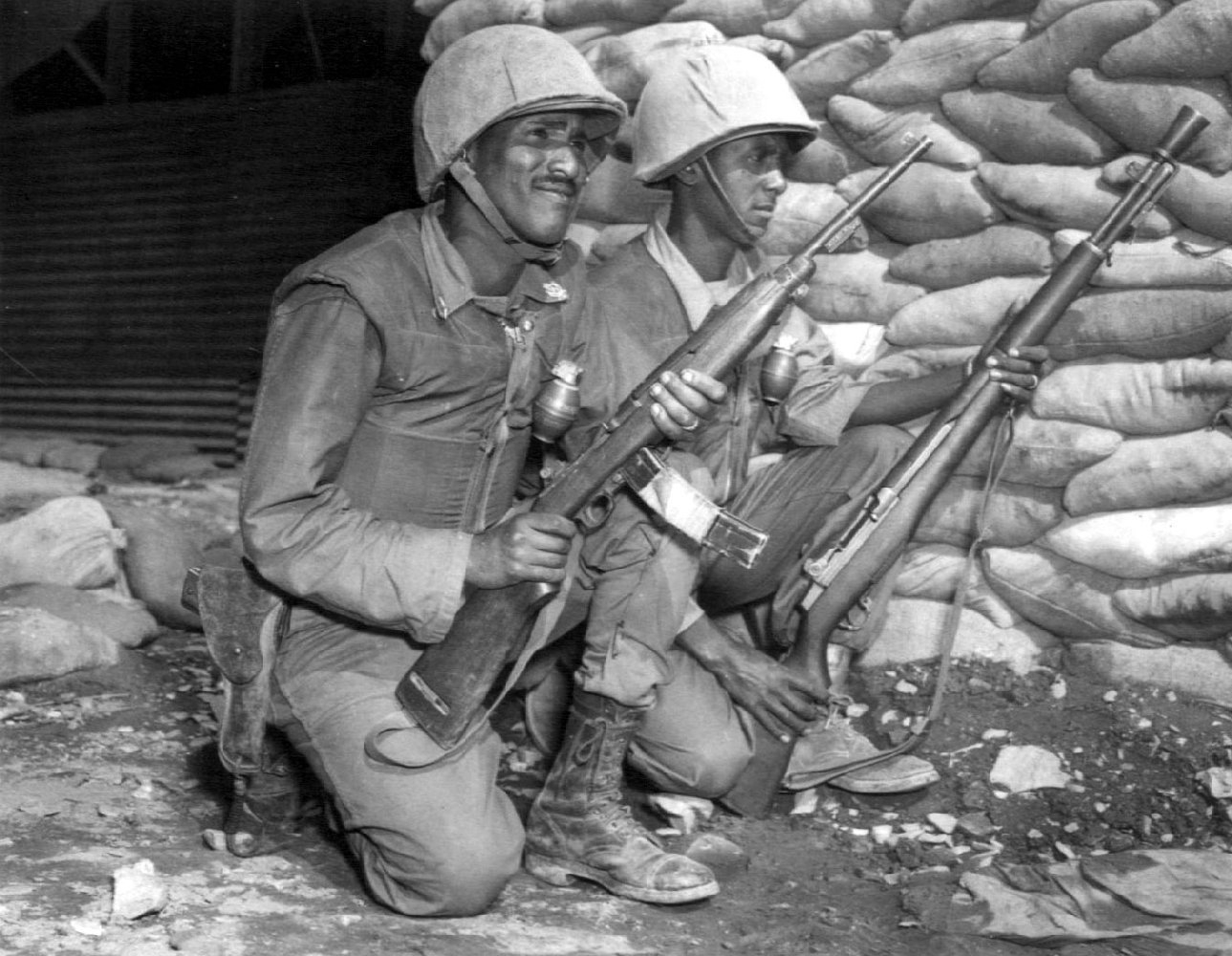
Soldados etíopes cerca de un búnker en Corea.

Esta división estaba considerada una unidad de élite, aunque no era más que una de las cuatro divisiones que componían las modestas Fuerzas Armadas regulares del Imperio. Aunque también es cierto que recibieron un intensivo entrenamiento en las montañas para acostumbrarse al clima más frío de Corea.

### Envío a Corea
Una vez en Corea, los etíopes fueron integrados en la 7ª División de Infantería de los Estados Unidos.
En combate, los etíopes se hicieron destacar por encima de los contingentes más numerosos de otros países. A ello influyó mucho dos aspectos importantes:
- Primero: La mayoría de los coreanos nunca habían visto personas de raza negra en su vida, por lo que les impresionaba en los primeros contactos con los etíopes.

- Segundo: Toda la fuerza etíope recibió una orden suprema antes de partir: "Nunca permitan que les capturen en el campo de batalla". Orden que cumplieron fielmente, incluso llevándose a sus caídos en los combates, táctica que más tarde imitarían los marines estadounidenses, pues por ese entonces no era una práctica muy habitual.

### Honores
- 1 Caballero de la Orden del Emperador Menelik (Mamo Habtewold)
- 1 Estrella de Plata (EE. UU.)
- 18 Estrellas de Bronce (EE. UU.)

### Número de efectivos
En total se mandaron 3.158 efectivos etíopes de los cuales murieron 121 efectivos y 536 quedaron heridos.